# Hanna Hacker
Hanna Hacker (geb. 1956 in Wien) ist eine österreichische Soziologin, Historikerin und Entwicklungsforscherin. Ihre Schwerpunkte liegen auf Feminismus, Queer-Theorie und Postkolonialismus.

## Leben
Hacker studierte von  1974 bis 1979 im Magister Soziologie sowie Wirtschafts- und Sozialgeschichte an der Universität Wien. Im Anschluss absolvierte sie von 1980 bis 1985 ihren Doktor in Soziologie und Neuere Geschichte an der Universität Wien und erhielt 1986 den Doktortitel. Von 2011 bis 2014 hatte sie eine Professur für Kultur- und Sozialwissenschaftliche Entwicklungsforschung am Institut für Internationale Entwicklung der Universität Wien inne. Ab 1986 war sie als Dozentin an verschiedenen österreichischen und internationalen Universitäten tätig, unter anderem an der Central European University. Seit 1998 hat sie eine Lehrberechtigung für das gesamte Fach Soziologie an der Universität Wien. Derzeit unterrichtet sie zu Gender Studies und Entwicklungsforschung an der Universität Wien.
Sie war langjährig in der autonomen Frauen- und Lesbenbewegung in Österreich engagiert. Sie hat, unter anderem, das STICHWORT – Archiv der Frauen- und Lesbenbewegung in Wien mitbegründet.
Sie ist Mitherausgeberin der Zeitschriften Österreichische Zeitschrift für Geschichtswissenschaften (ÖZG). Von 1991 bis 2012 gab sie L’Homme. Europäische Zeitschrift für Feministische Geschichtswissenschaft mit heraus. Sie ist Mitbegründerin der Österreichischen Gesellschaft für Geschlechterforschung. Mit Sabine Hark organisierte sie 1991 das erste Symposium deutscher Lesbenforschung in Berlin.

## Auszeichnungen
- Käthe-Leichter-Preis 1999

## Werke
- Das lila Wien um 1900. Zur Ästhetik der Homosexualitäten. Wien: Promedia 1986 (Hg., mit Neda Bei, Wolfgang Förster u. a.)
- Frauen und Freundinnen. Studien zur „weiblichen Homosexualität“ am Beispiel Österreich 1870–1938. Weinheim / Basel: Beltz 1987
- Donauwalzer Damenwahl. Frauenbewegte Zusammenhänge in Österreich. Wien: Promedia 1989 (mit Brigitte Geiger)
- Gewalt ist: keine Frau. Der Akteurin oder eine Geschichte der Transgressionen. Königstein/Taunus: Helmer 1998
- Whiteness.(Themenheft von:) L’Homme. Europäische Zeitschrift für Feministische Geschichtswissenschaft, 16, 2. Wien: Böhlau 2005 (Hg., mit Mineke Bosch)
- Norden. Süden. Cyberspace. Text und Technik gegen die Ungleichheit. Wien: Promedia 2007
- Queer Entwickeln. Feministische und postkoloniale Analysen. Wien: Mandelbaum 2012
- Geschlechterverhältnisse und neue Öffentlichkeiten. Feministische Perspektiven. Münster: Westfälisches Dampfboot 2013 (Hg., mit Birgit Riegraf et al.)
- Sexualitäten und Körperpolitik. JEP-Journal für Entwicklungspolitik, 29, 1, 2013 (Hg.)
- Frauen* und Freund_innen. Lesarten „weiblicher Homosexualität“, Österreich 1870–1938. Wien: Zaglossus 2015